# 二硫代二甲氨基甲酸甲酯
二硫代二甲氨基甲酸甲酯是一种有机硫化合物，化学式为(CH3)2NC(S)SCH3。它是白色挥发性固体，在水中溶解性差，但可溶于很多有机溶剂。它曾用作杀虫剂。
它可由二硫代二甲氨基甲酸盐的甲基化反应制得：
(CH3)2NCS2Na  +  (CH3O)2SO2   →   (CH3)2NC(S)SCH3  +  Na[CH3OSO3]
或由二(二甲氨基硫羰基)二硫化物和甲基格氏试剂反应得到：
[(CH3)2NC(S)S]2  +  CH3MgBr   →   (CH3)2NC(S)SCH3  +  (CH3)2NCS2MgBr